# Damernas höga hopp i simhopp vid olympiska sommarspelen 2012
Damernas höga hopp i simhopp vid olympiska sommarspelen 2012 i London ägde rum 8 och 9 augusti i London Aquatics Centre.

## Medaljörer
| Event              | Guld             | Silver                     | Brons                     |
| 10 meter höga hopp | Chen Ruolin Kina | Brittany Broben Australien | Pandelela Rinong Malaysia |

## Format
Tävlingen består av tre rundor:
- Kval: alla 31 dykare genomför sex hopp. De 18 bästa går till semifinal.
- Semifinal: De 18 dykarna genomför sex hopp. Kvalomgångens poäng raderas och de 12 bästa avancerar till final.
- Final: De 12 dykarna genomför sex hopp. Semifinalens poäng raderas och de tre bästa vinner guld, silver och brons.

## Schema
Alla tider är British Summer Time (UTC+1)
| Datum                 | Tid         | Omgång          |
| --------------------- | ----------- | --------------- |
| Fredag 8 augusti 2012 | 19:00       | Kval            |
| Lördag 9 augusti 2012 | 10:00 20:30 | Semifinal Final |

## Resultat
Finalister får grön färg.
| Placering | Simhoppare           | Kval           | Kval      | Semifinal | Semifinal        | Final            | Final            | Final            | Final            | Final            | Final            | Final            |
| Placering | Simhoppare           | Poäng          | Placering | Poäng     | Placering        | Hopp 1           | Hopp 2           | Hopp 3           | Hopp 4           | Hopp 5           | Poäng            | Placering        |
| --------- | -------------------- | -------------- | --------- | --------- | ---------------- | ---------------- | ---------------- | ---------------- | ---------------- | ---------------- | ---------------- | ---------------- |
| 1         | Chen Ruolin          | Kina           | 392,35    | 1         | 407,25           | 1                | 85,50            | 84,80            | 86,40            | 79,20            | 86,40            | 422,30           |
| 2         | Brittany Broben      | Australien     | 339,80    | 4         | 359,55           | 3                | 60,75            | 83,20            | 83,20            | 57,75            | 81,60            | 366,50           |
| 3         | Pandelela Rinong     | Malaysia       | 349,00    | 2         | 352,50           | 5                | 58,50            | 78,30            | 64,00            | 81,60            | 76,80            | 359,20           |
| 4         | Melissa Wu           | Australien     | 337,90    | 5         | 355,60           | 4                | 78,00            | 72,00            | 56,10            | 75,20            | 76,80            | 358,10           |
| 5         | Yulia Koltunova      | Ryssland       | 334,80    | 7         | 351,90           | 6                | 72,85            | 61,05            | 72,00            | 78,40            | 73,60            | 357,90           |
| 6         | Paola Espinosa       | Mexiko         | 324,00    | 13        | 317,10           | 11               | 70,50            | 74,25            | 61,05            | 80,00            | 70,40            | 356,20           |
| 7         | Christin Steuer      | Tyskland       | 341,75    | 3         | 339,90           | 7                | 60,20            | 76,80            | 62,40            | 73,95            | 78,00            | 351,35           |
| 8         | Noemi Batki          | Italien        | 324,20    | 12        | 325,45           | 10               | 76,50            | 65,25            | 72,00            | 68,80            | 67,50            | 350,05           |
| 9         | Hu Yadan             | Kina           | 337,85    | 6         | 328,25           | 9                | 54,00            | 43,20            | 76,80            | 89,10            | 86,40            | 349,50           |
| 10        | Roseline Filion      | Kanada         | 314,85    | 17        | 329,60           | 8                | 63,00            | 75,90            | 67,20            | 72,60            | 70,40            | 349,10           |
| 11        | Meaghan Benfeito     | Kanada         | 325,50    | 10        | 359,90           | 2                | 49,50            | 80,85            | 72,00            | 66,00            | 76,80            | 345,15           |
| 12        | Iuliia Prokopchuk    | Ukraina        | 324,85    | 11        | 315,80           | 12               | 70,50            | 72,00            | 65,25            | 79,20            | 57,60            | 344,55           |
| 13        | Kim Un-Hyang         | Nordkorea      | 308,10    | 18        | 314,40           | 13               | Gick inte vidare | Gick inte vidare | Gick inte vidare | Gick inte vidare | Gick inte vidare | Gick inte vidare |
| 14        | Kim Jin-Ok           | Nordkorea      | 320,10    | 15        | 312,95           | 14               | Gick inte vidare | Gick inte vidare | Gick inte vidare | Gick inte vidare | Gick inte vidare | Gick inte vidare |
| 15        | Brittany Viola       | USA            | 322,55    | 14        | 300,50           | 15               | Gick inte vidare | Gick inte vidare | Gick inte vidare | Gick inte vidare | Gick inte vidare | Gick inte vidare |
| 16        | Katie Bell           | USA            | 326,95    | 9         | 296,80           | 16               | Gick inte vidare | Gick inte vidare | Gick inte vidare | Gick inte vidare | Gick inte vidare | Gick inte vidare |
| 17        | Maria Kurjo          | Tyskland       | 319,65    | 16        | 264,45           | 17               | Gick inte vidare | Gick inte vidare | Gick inte vidare | Gick inte vidare | Gick inte vidare | Gick inte vidare |
| 18        | Mai Nakagawa         | Japan          | 327,65    | 8         | 260,05           | 18               | Gick inte vidare | Gick inte vidare | Gick inte vidare | Gick inte vidare | Gick inte vidare | Gick inte vidare |
| 19        | Monique Gladding     | Storbritannien | 301,45    | 19        | Gick inte vidare | Gick inte vidare | Gick inte vidare | Gick inte vidare | Gick inte vidare | Gick inte vidare | Gick inte vidare | Gick inte vidare |
| 20        | Stacie Powell        | Storbritannien | 287,30    | 20        | Gick inte vidare | Gick inte vidare | Gick inte vidare | Gick inte vidare | Gick inte vidare | Gick inte vidare | Gick inte vidare | Gick inte vidare |
| 21        | Carolina Mendoza     | Mexiko         | 286,95    | 21        | Gick inte vidare | Gick inte vidare | Gick inte vidare | Gick inte vidare | Gick inte vidare | Gick inte vidare | Gick inte vidare | Gick inte vidare |
| 22        | Traisy Vivien Tukiet | Malaysia       | 285,00    | 22        | Gick inte vidare | Gick inte vidare | Gick inte vidare | Gick inte vidare | Gick inte vidare | Gick inte vidare | Gick inte vidare | Gick inte vidare |
| 23        | Brenda Spaziani      | Italien        | 268,00    | 23        | Gick inte vidare | Gick inte vidare | Gick inte vidare | Gick inte vidare | Gick inte vidare | Gick inte vidare | Gick inte vidare | Gick inte vidare |
| 24        | Audrey Labeau        | Frankrike      | 261,05    | 24        | Gick inte vidare | Gick inte vidare | Gick inte vidare | Gick inte vidare | Gick inte vidare | Gick inte vidare | Gick inte vidare | Gick inte vidare |
| 25        | Annia Rivera         | Kuba           | 233,95    | 25        | Gick inte vidare | Gick inte vidare | Gick inte vidare | Gick inte vidare | Gick inte vidare | Gick inte vidare | Gick inte vidare | Gick inte vidare |
| 26        | Kim Su-Ji            | Sydkorea       | 215,75    | 26        | Gick inte vidare | Gick inte vidare | Gick inte vidare | Gick inte vidare | Gick inte vidare | Gick inte vidare | Gick inte vidare | Gick inte vidare |